# تیری لوده
تیری لوده (فرانسوی: Thierry Loder‎؛ زادهٔ ۱۵ دسامبر ۱۹۷۵ ‏(۴۹ سال)) دوچرخه‌سوار اهل فرانسه است.